# Stardust: The Great American Songbook 3
Stardust: The Great American Songbook 3 è il ventiduesimo album di Rod Stewart, pubblicato nel 2004 dalla J Records ed ha raggiunto la prima posizione nella classifica Billboard 200.
È il terzo di una serie di album che raccolgono alcuni classici del pop interpretati da Stewart. Contiene duetti con Bette Midler e Dolly Parton, e ospiti come Eric Clapton e Stevie Wonder.
La versione per il mercato giapponese include due bonus track.

## Tracce
1. Embraceable You (George Gershwin, Ira Gershwin) – 3:30
2. For Sentimental Reasons (William Best, Deek Watson) – 3:01
3. Blue Moon (Richard Rodgers, Lorenz Hart) – 4:05 (con Eric Clapton)
4. What a Wonderful World (Bob Thiele, George David Weiss) – 4:30 (con Stevie Wonder)
5. Stardust (Hoagy Carmichael, Mitchell Parish) – 4:01
6. Manhattan (Rodgers, Hart) – 2:53 (con Bette Midler)
7. 'S Wonderful (G. Gershwin, I. Gershwin) – 3:24
8. Isn't it Romantic? (Rodgers, Hart) – 3:50
9. I Can't Get Started (Vernon Duke, I. Gershwin) – 3:23
10. But Not for Me (G. Gershwin, I. Gershwin)) – 3:22
11. A Kiss to Build a Dream On (Oscar Hammerstein II, Bert Kalmar, Harry Ruby) – 3:13
12. Baby, It's Cold Outside (Frank Loesser) – 3:51 (con Dolly Parton)
13. Night and Day (Cole Porter) – 3:08
14. A Nightingale Sang in Berkeley Square (Eric Maschwitz, Manning Sherwin) – 4:03

Bonus track per il Giappone
1. You Belong to Me (Pee Wee King, Chilton Price, Redd Stewart) – 3:12
2. Smile (Charlie Chaplin, Geoffrey Claremont Parsons, James Phillips) – 3:13